# PGM-19 Jupiter
El PGM-19 Júpiter fue el primer misil balístico de alcance medio (MRBM) con armas nucleares de la Fuerza Aérea de los Estados Unidos (USAF). Era un cohete de propulsor líquido que usaba combustible RP-1 y oxígeno líquido, con un solo motor de cohete Rocketdyne LR79-NA (modelo S-3D) que producía 667 kilonewtons (150,000 lbf) de empuje. Estaba armado con 1,44 megatones de ojiva nuclear TNT (6,0 PJ) W49. El fabricante principal fue Chrysler Corporation.
El Júpiter fue diseñado originalmente por el ejército de los Estados Unidos, que buscaba un misil de alta precisión diseñado para atacar a estados enemigos como la China comunista y la URSS. La Marina de los Estados Unidos también expresó interés en el diseño como SLBM, pero dejó la colaboración para trabajar en su misil Polaris de combustible sólido. Júpiter retuvo la forma corta y rechoncha destinada a caber en submarinos. Algunos ejemplares aún se conservan.